# Deropeltis lesnei
Deropeltis lesnei es una especie de cucaracha del género Deropeltis, familia Blattidae.

## Distribución
Esta especie se encuentra en Mozambique, Zimbabue, Malaui y Tanzania.